# باب جفرسون
باب جفرسون (انگلیسی: Bob Jefferson؛ ژوئن ۱۸۸۲ – july 1966 (aged 84)) بازیکن فوتبال اهل بریتانیا بود.
از باشگاه‌هایی که در آن بازی کرده‌است می‌توان به باشگاه فوتبال سوئیندون تاون، باشگاه فوتبال بث سیتی، و باشگاه فوتبال برادفورد سیتی اشاره کرد.